# 25953 Lanairlett
25953 Lanairlett è un asteroide della fascia principale. Scoperto nel 2001, presenta un'orbita caratterizzata da un semiasse maggiore pari a 2,8016968 UA e da un'eccentricità di 0,0306172, inclinata di 2,51242° rispetto all'eclittica.